# John Hutchinson
John Hutchinson (Blindburn, 17 de abril de 1884 – London, 2 de septembro de 1972) foi um botânico britânico.
Filho de  Michael Hutchinson e Annie Wylie. Foi curador do Museu Botânico dos jardins botânico de Kew. Foi membro da Royal Society e 1947 e recebeu a medalha Darwin-Wallace em 1958.